# ET Андромеды
ET Андромеды (лат. ET Andromedae), HD 219749 — двойная звезда в созвездии Андромеды на расстоянии приблизительно 603 световых лет (около 185 парсеков) от Солнца. Видимая звёздная величина звезды — от +6,51 до +6,48m. Орбитальный период — 48,304 суток. Возраст звезды оценивается как около 284 млн лет.

## Характеристики
Первый компонент — белая переменная звезда типа Альфы² Гончих Псов (ACV) спектрального класса B9pSi или A0VpSiSr. Масса — около 3,25 солнечных, радиус — около 2,7 солнечных, светимость — около 91,06 солнечных. Эффективная температура — около 11444 K.